# Aulonogyrus striatus
Aulonogyrus striatus là một loài bọ cánh cứng trong họ van Gyrinidae. Loài này được Fabricius miêu tả khoa học năm 1792.

## Hình ảnh

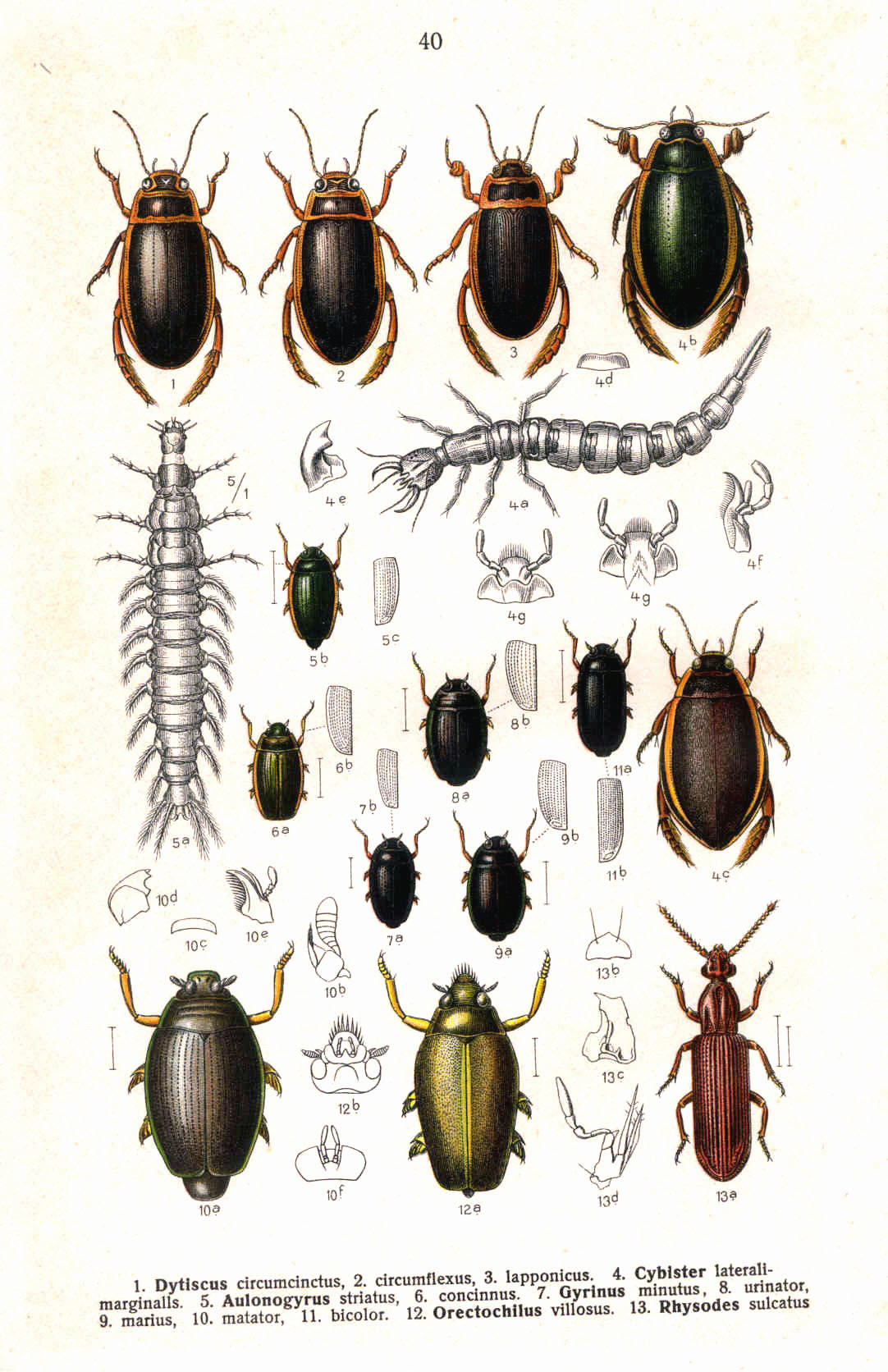
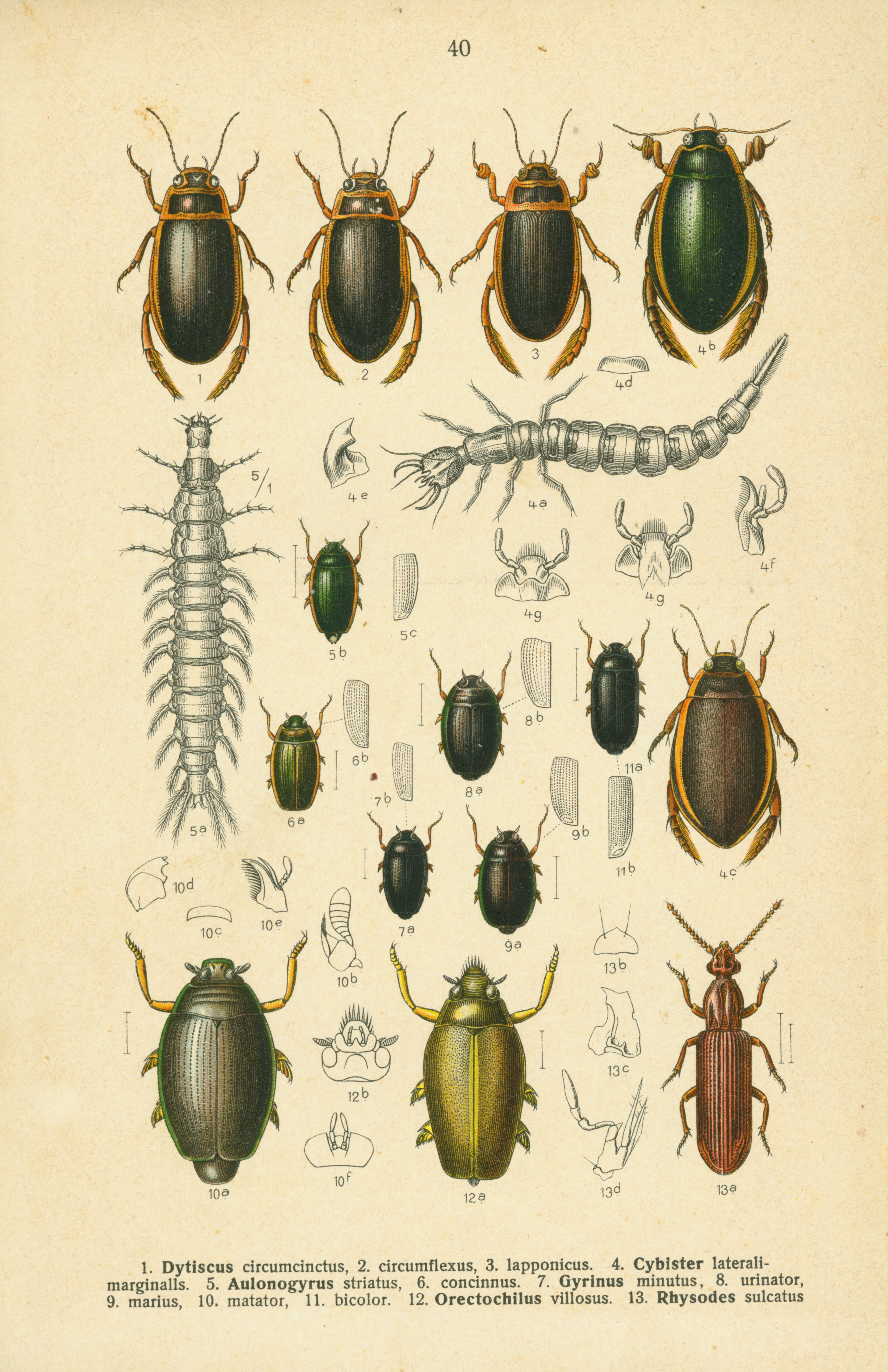